# Bataille de Four Lakes
Guerre des Cœurs d'Alène
La bataille de Four Lakes est un affrontement de la guerre des Cœurs d'Alène qui eut lieu le 1er septembre 1858 à proximité de la ville actuelle de Spokane dans l'État de Washington.
Après la défaite du lieutenant-colonel Edward Steptoe en mai 1858 contre les Amérindiens, une force de l'armée américaine composée d'environ 600 hommes et menée par le colonel George Wright se mit en route pour une expédition punitive visant à soumettre les Amérindiens hostiles. Après avoir pris possession d'une colline où étaient postés les Amérindiens, Wright parvint à les attirer en terrain découvert où l'artillerie et les nouveaux fusils de l'armée causèrent de lourdes pertes dans les rangs ennemis, avant que la cavalerie ne charge le reste des guerriers et ne les mette en fuite.